# Грин, Джеральд
Джеральд Грин (англ. Gerald Green; родился 26 января 1986 года в Хьюстоне, Техас, США) — американский профессиональный баскетболист, играющий на позициях атакующего защитника и лёгкого форварда. Был выбран на драфте НБА 2005 года под общим 18-м номером командой «Бостон Селтикс».

## Биография

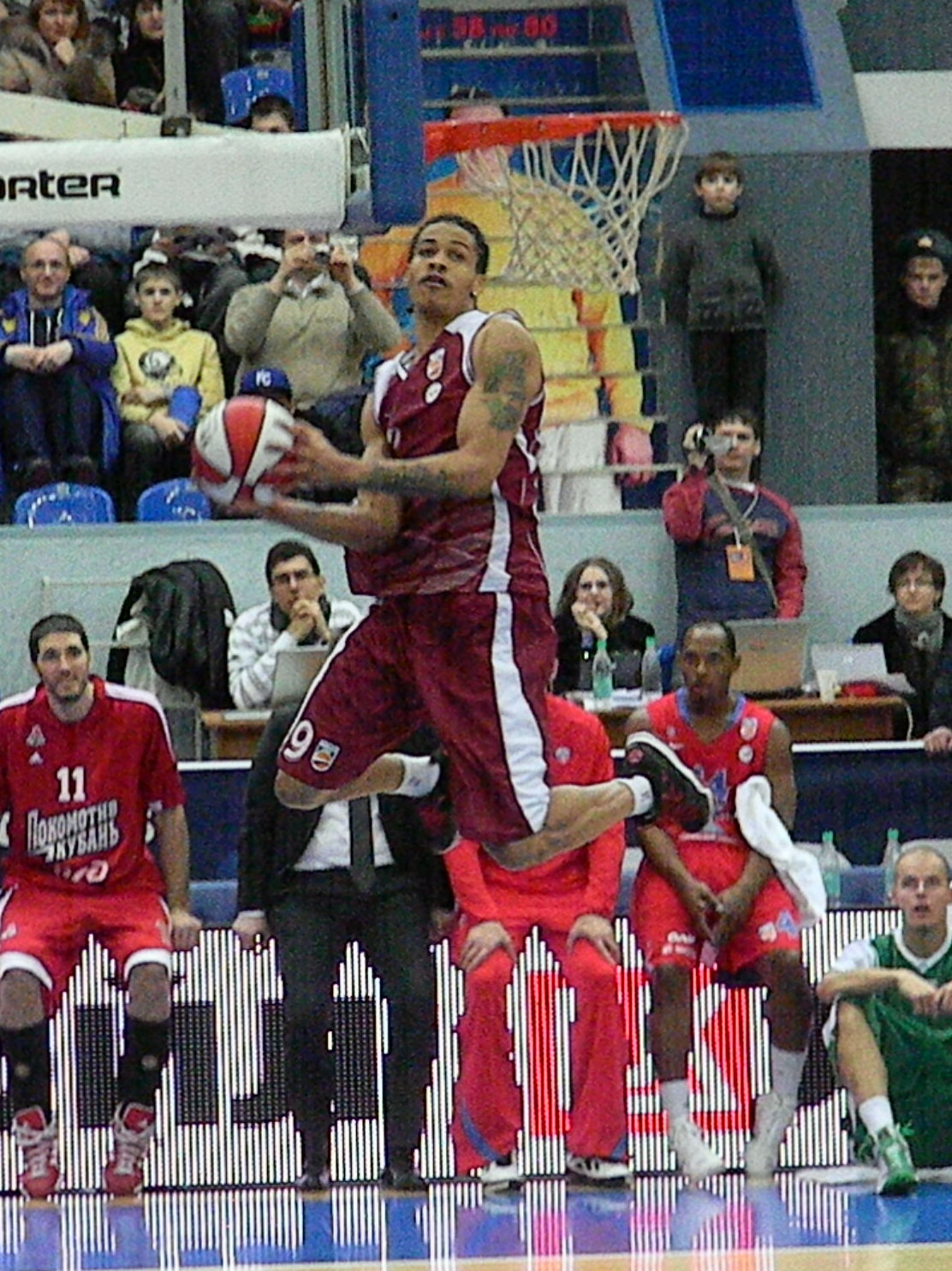
В конкурсе слэм-данков в рамках матча всех звёзд БЕКО ПБЛ 2011

В 2005 году Грин выиграл конкурс слэм-данков на матче всех звёзд американской школьной лиги. После окончания старшей школы он решил не идти в колледж и выставил свою кандидатуру на драфт НБА, на котором его под 18-м номером выбрал клуб «Бостон Селтикс». В первом сезоне за «Селтикс» Грин был третьим лёгким форвардом команды после Пола Пирса и Уолли Щербяка, поэтому играл очень мало, проведя лишь 32 игры в регулярном сезоне. Во втором сезоне Грин получил значительно больше игровой практики, когда Пирс и Щербяк получили травмы, он достаточно успешно заменял их в стартовой пятёрке. В среднем за игру во втором сезоне Грин набирал 10,4 очков, делал 2,6 подбора и 1 передачу. 17 февраля 2007 года Грин выиграл конкурс слэм-данков НБА, победив на нём Нэйта Робинсона, Дуайта Ховарда и Тайруса Томаса.
31 июля 2007 года Грина вместе с Элом Джефферсоном, Райаном Гомесом, Тео Рэтклиффом и Себастьяном Телфэйром обменяли в клуб «Миннесота Тимбервулвз» на Кевина Гарнетта. В «Тимбервулвз» Джеральд был игроком глубокого резерва, сыграл за клуб всего 29 игр. В 2008 году Грин вновь участвовал в конкурсе слэм-данков НБА, дошёл до финала, в котором уступил Дуайту Ховарду, победившему со своим знаменитым «данком Супермена». 21 февраля 2008 года Грин был обменян в «Хьюстон Рокетс» на Кирка Снайдера. За «Рокетс» он сыграл всего одну игру, и 8 марта 2008 года руководство клуба расторгло с ним контракт. Летом 2008 года, став неограниченным свободным агентом, Грин подписал годичный контракт с клубом «Даллас Маверикс». В сезоне 2008/2009 он провёл всего 42 игры (6 из них в плей-офф) и летом 2009 года покинул команду.
Не сумев найти себе новый клуб в НБА, Грин в середине декабря 2009 года подписал с российским клубом «Локомотив-Кубань» контракт до конца сезона 2009/2010. В марте 2010 года участвовал в слэм-данк контесте в рамках Финала четырёх Кубка России, уступив Джеймсу Уайту («Спартак» СПб). В июле 2010 года перешёл в самарские «Красные крылья», подписав с клубом однолетний контракт. В марте 2011 года, продемонстрировав в очередной раз великолепную прыгучесть и творческий подход, стал лучшим в слэм-данк контесте в рамках матча звёзд ВЕКО ПБЛ.
В октябре 2011 года Грин заключил контракт с китайским клубом «Фошань Дралайонс». 13 декабря того же года он стал игроком «Лос-Анджелес Лейкерс», но после предсезонных сборов был отчислен из команды. После отчисления выступал за команду Лиги развития НБА «Лос-Анджелес Ди-Фендерс», в феврале 2012 года был признан самым ценным игроком матча всех звёзд Лиги развития. 27 февраля подписал 10-дневный контракт с клубом НБА «Нью-Джерси Нетс».
27 июля 2013 года, он был обменян в «Финикс Санз» вместе с Майлсом Пламли и пиком первого раунда драфта 2014 года на Луиса Сколу.

## Статистика

### Статистика в НБА
| Сезон                                                                                    | Команда    | Регулярный сезон | Регулярный сезон | Регулярный сезон | Регулярный сезон | Регулярный сезон | Регулярный сезон | Регулярный сезон | Регулярный сезон | Регулярный сезон | Регулярный сезон | Регулярный сезон | Серия плей-офф | Серия плей-офф | Серия плей-офф | Серия плей-офф | Серия плей-офф | Серия плей-офф | Серия плей-офф | Серия плей-офф | Серия плей-офф | Серия плей-офф | Серия плей-офф |
| Сезон                                                                                    | Команда    | GP               | GS               | MPG              | FG%              | 3P%              | FT%              | RPG              | APG              | SPG              | BPG              | PPG              | GP             | GS             | MPG            | FG%            | 3P%            | FT%            | RPG            | APG            | SPG            | BPG            | PPG            |
| ---------------------------------------------------------------------------------------- | ---------- | ---------------- | ---------------- | ---------------- | ---------------- | ---------------- | ---------------- | ---------------- | ---------------- | ---------------- | ---------------- | ---------------- | -------------- | -------------- | -------------- | -------------- | -------------- | -------------- | -------------- | -------------- | -------------- | -------------- | -------------- |
| 2005/06                                                                                  | Бостон     | 32               | 3                | 11,7             | 47,8             | 30,0             | 78,4             | 1,3              | 0,6              | 0,4              | 0,1              | 5,2              | Не участвовал  | Не участвовал  | Не участвовал  | Не участвовал  | Не участвовал  | Не участвовал  | Не участвовал  | Не участвовал  | Не участвовал  | Не участвовал  | Не участвовал  |
| 2006/07                                                                                  | Бостон     | 81               | 26               | 22,0             | 41,9             | 36,8             | 80,5             | 2,6              | 1,0              | 0,5              | 0,3              | 10,4             | Не участвовал  | Не участвовал  | Не участвовал  | Не участвовал  | Не участвовал  | Не участвовал  | Не участвовал  | Не участвовал  | Не участвовал  | Не участвовал  | Не участвовал  |
| 2007/08                                                                                  | Миннесота  | 29               | 0                | 12,3             | 33,1             | 38,5             | 82,9             | 2,1              | 1,0              | 0,3              | 0,1              | 5,1              | Не участвовал  | Не участвовал  | Не участвовал  | Не участвовал  | Не участвовал  | Не участвовал  | Не участвовал  | Не участвовал  | Не участвовал  | Не участвовал  | Не участвовал  |
| 2007/08                                                                                  | Хьюстон    | 1                | 0                | 3,6              | 100,0            | -                | -                | 2,0              | 0,0              | 0,0              | 0,0              | 6,0              | Не участвовал  | Не участвовал  | Не участвовал  | Не участвовал  | Не участвовал  | Не участвовал  | Не участвовал  | Не участвовал  | Не участвовал  | Не участвовал  | Не участвовал  |
| 2008/09                                                                                  | Даллас     | 38               | 12               | 9,9              | 43,9             | 30,4             | 84,4             | 1,4              | 0,4              | 0,3              | 0,1              | 5,2              | 6              | 0              | 4,4            | 28,6           | 20,0           | 50,0           | 0,3            | 0,0            | 0,2            | 0,0            | 1,8            |
| 2011/12                                                                                  | Нью-Джерси | 31               | 2                | 25,2             | 48,1             | 39,1             | 75,4             | 3,5              | 1,1              | 0,9              | 0,5              | 12,9             | Не участвовал  | Не участвовал  | Не участвовал  | Не участвовал  | Не участвовал  | Не участвовал  | Не участвовал  | Не участвовал  | Не участвовал  | Не участвовал  | Не участвовал  |
| 2012/13                                                                                  | Индиана    | 60               | 7                | 18,0             | 36,6             | 31,4             | 80,0             | 2,4              | 0,8              | 0,3              | 0,4              | 7,0              | 9              | 0              | 11,7           | 42,0           | 33,3           | 100,0          | 1,3            | 0,3            | 0,0            | 0,1            | 6,1            |
| 2013/14                                                                                  | Финикс     | 82               | 48               | 28,4             | 44,5             | 40,0             | 84,8             | 3,4              | 1,5              | 0,9              | 0,5              | 15,8             | Не участвовал  | Не участвовал  | Не участвовал  | Не участвовал  | Не участвовал  | Не участвовал  | Не участвовал  | Не участвовал  | Не участвовал  | Не участвовал  | Не участвовал  |
| 2014/15                                                                                  | Финикс     | 74               | 4                | 19,5             | 41,6             | 35,4             | 82,5             | 2,5              | 1,2              | 0,6              | 0,2              | 11,9             | Не участвовал  | Не участвовал  | Не участвовал  | Не участвовал  | Не участвовал  | Не участвовал  | Не участвовал  | Не участвовал  | Не участвовал  | Не участвовал  | Не участвовал  |
| 2015/16                                                                                  | Майами     | 69               | 14               | 22,6             | 39,2             | 32,3             | 78,3             | 2,4              | 0,8              | 0,6              | 0,3              | 8,9              | 12             | 0              | 9,2            | 32,7           | 28,6           | 80,0           | 1,4            | 0,1            | 0,3            | 0,1            | 3,3            |
| 2016/17                                                                                  | Бостон     | 47               | 0                | 11,4             | 40,9             | 35,1             | 80,5             | 1,8              | 0,7              | 0,2              | 0,1              | 5,6              | 13             | 7              | 14,8           | 47,2           | 46,7           | 88,9           | 1,5            | 0,7            | 0,2            | 0,1            | 7,5            |
| 2017/18                                                                                  | Хьюстон    | 41               | 2                | 22,7             | 40,7             | 36,9             | 85,0             | 3,2              | 0,6              | 0,6              | 0,4              | 12,1             | 17             | 0              | 16,0           | 39,4           | 37,5           | 85,7           | 2,9            | 0,1            | 0,2            | 0,4            | 6,3            |
| 2018/19                                                                                  | Хьюстон    | 73               | 0                | 20,2             | 40,0             | 35,4             | 83,8             | 2,5              | 0,5              | 0,5              | 0,4              | 9,2              | 11             | 0              | 8,8            | 30,0           | 34,5           | 100,0          | 1,1            | 0,1            | 0,3            | 0,3            | 3,5            |
|                                                                                          | Всего      | 658              | 118              | 19,8             | 41,7             | 36,1             | 81,8             | 2,5              | 0,9              | 0,5              | 0,3              | 9,7              | 68             | 7              | 11,8           | 38,9           | 37,4           | 84,4           | 1,7            | 0,2            | 0,2            | 0,2            | 5,1            |
| Наведите курсор мыши на аббревиатуры в заголовке таблицы, чтобы прочесть их расшифровку. |            |                  |                  |                  |                  |                  |                  |                  |                  |                  |                  |                  |                |                |                |                |                |                |                |                |                |                |                |

### Статистика в Джи-Лиге
| Сезон                                                                                    | Команда                   | Регулярный сезон | Регулярный сезон | Регулярный сезон | Регулярный сезон | Регулярный сезон | Регулярный сезон | Регулярный сезон | Регулярный сезон | Регулярный сезон | Регулярный сезон | Регулярный сезон | Серия плей-офф | Серия плей-офф | Серия плей-офф | Серия плей-офф | Серия плей-офф | Серия плей-офф | Серия плей-офф | Серия плей-офф | Серия плей-офф | Серия плей-офф | Серия плей-офф |
| Сезон                                                                                    | Команда                   | GP               | GS               | MPG              | FG%              | 3P%              | FT%              | RPG              | APG              | SPG              | BPG              | PPG              | GP             | GS             | MPG            | FG%            | 3P%            | FT%            | RPG            | APG            | SPG            | BPG            | PPG            |
| ---------------------------------------------------------------------------------------- | ------------------------- | ---------------- | ---------------- | ---------------- | ---------------- | ---------------- | ---------------- | ---------------- | ---------------- | ---------------- | ---------------- | ---------------- | -------------- | -------------- | -------------- | -------------- | -------------- | -------------- | -------------- | -------------- | -------------- | -------------- | -------------- |
| 2011/12                                                                                  | Саут-Бей Лейкерс          | 22               | 13               | 30,2             | 48,0             | 45,8             | 83,9             | 4,6              | 1,6              | 1,1              | 0,3              | 19,1             | Не участвовал  | Не участвовал  | Не участвовал  | Не участвовал  | Не участвовал  | Не участвовал  | Не участвовал  | Не участвовал  | Не участвовал  | Не участвовал  | Не участвовал  |
| 2021/22                                                                                  | Рио-Гранде Вэллей Вайперс | 21               | 12               | 28,0             | 42,7             | 34,7             | 82,8             | 4,9              | 2,0              | 0,7              | 0,7              | 16,6             | Не участвовал  | Не участвовал  | Не участвовал  | Не участвовал  | Не участвовал  | Не участвовал  | Не участвовал  | Не участвовал  | Не участвовал  | Не участвовал  | Не участвовал  |
|                                                                                          | Всего                     | 43               | 25               | 29,1             | 45,5             | 39,3             | 83,5             | 4,7              | 1,8              | 0,9              | 0,5              | 17,9             | Не участвовал  | Не участвовал  | Не участвовал  | Не участвовал  | Не участвовал  | Не участвовал  | Не участвовал  | Не участвовал  | Не участвовал  | Не участвовал  | Не участвовал  |
| Наведите курсор мыши на аббревиатуры в заголовке таблицы, чтобы прочесть их расшифровку. |                           |                  |                  |                  |                  |                  |                  |                  |                  |                  |                  |                  |                |                |                |                |                |                |                |                |                |                |                |

### Статистика в других лигах
| Сезон                                                                                   | Команда          | Лига         | GP | GS | MPG  | FG%  | 3P%  | FT%  | RPG | APG | SPG | BPG | PPG  |  |
| 2010/11                                                                                 | Красные крылья   | Кубок Европы | 5  | 4  | 29,9 | 44,1 | 41,9 | 62,5 | 4,8 | 1,8 | 2,0 | 1,0 | 15,6 |  |
| 2011/12                                                                                 | Фошань Дралайонс | КБА          | 4  | 0  | 34,1 | 50,0 | 46,5 | 90,9 | 4,0 | 1,8 | 1,0 | 0,0 | 26,5 |  |
|                                                                                         |                  | Всего        | 9  | 4  | 31,8 | 47,2 | 44,6 | 78,9 | 4,4 | 1,8 | 1,6 | 0,6 | 20,4 |  |
| Наведите курсор мыши на аббревиатуры в заголовке таблицы, чтобы прочесть их расшифровку |                  |              |    |    |      |      |      |      |     |     |     |     |      |  |